# Hövsgöl
Ajmag Hövsgöl (Mongools: Хөвсгөл Аймаг) is een van de eenentwintig ajmguud (bestuurlijke regio) van Mongolië. Het bestuurlijk centrum is de stad Mörön met iets meer dan 25.000 inwoners.
De ajmag ligt in het noorden en bevat het noordelijkste punt van het land. Hövsgöl grenst aan de Russische autonome republieken Toeva en Boerjatië.
De naam is afgeleid van het meer Hövsgöl Nuur. Tot 1933 was de hoofdstad Hatgal. Rond het meer en ten noorden ervan liggen de grote bossen van Mongolië. Deze vormen een voortzetting van de Zuid-Siberische taiga. Hövsgöl Nuur wordt ook wel aangeduid als het "Kleine Baikalmeer".
De luchthaven van Mörön (ZMMN/MXV) heeft een ongeasfalteerde landingsbaan en verzorgt vluchten naar Ulaanbaatar en dient als tussenstop voor een aantal westelijkere ajmguud (meervoud van ajmag).
De luchthaven van Chatgal (HTM) werkt alleen in de zomer met lijnvluchten op Ulaanbaatar, om daarmee toeristen van en naar Hövsgöol Nuur te brengen.
Het nomadenvolk Darhad leeft voornamelijk in deze provincie.
De wielrenner Maral-Erdene Batmunkh is afkomstig uit deze ajmag.